# Tamara Bunke

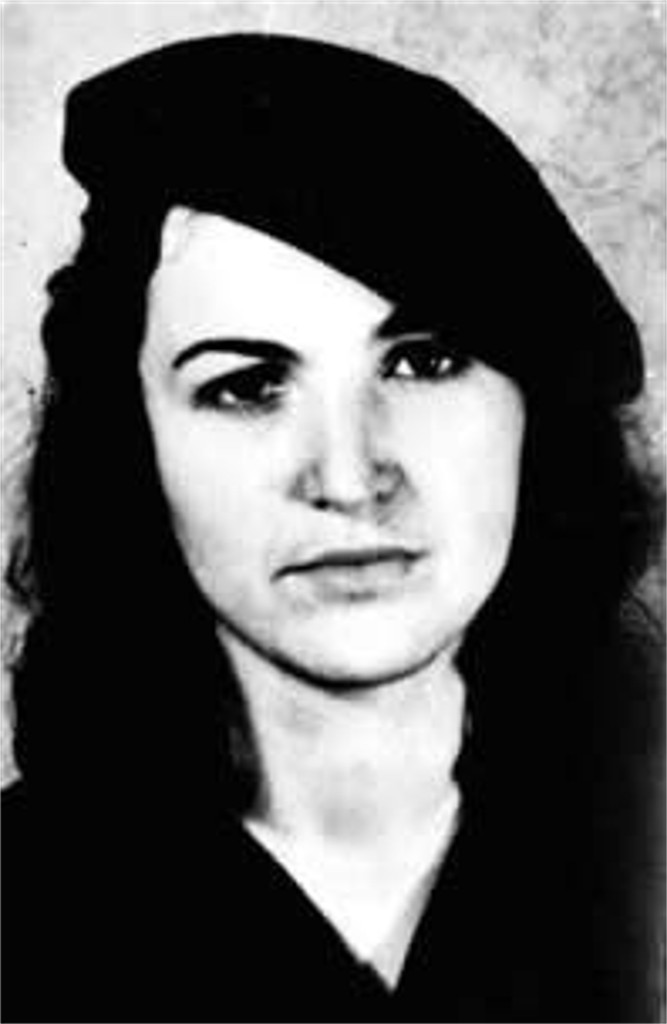
Tamara Bunke (1964)

Haydée Tamara Bunke Bíder (* 19. November 1937 in Buenos Aires, Argentinien; † 31. August 1967 in Vado del Yeso, Bolivien), auch bekannt unter ihrem Kampfnamen Tania, war eine deutsch-argentinische Verfechterin des revolutionären Sozialismus, die durch ihre Teilnahme am bolivianischen Guerilla-Kampf unter dem Kommando von Che Guevara bekannt wurde.

## Kindheit und Jugend
Tamara Bunke wurde in Argentinien als Tochter deutscher Exilanten geboren. Ihr Vater, der Sportlehrer Erich Bunke (geb. 30. September 1902, gest. 30. Juni 1994), und ihre in einer jüdischen Familie in Odessa geborene Mutter Nadzieja Bunke, geb. Bider (1911–2003), die als Lehrerin arbeitete, hatten sich in Berlin kennengelernt und waren als überzeugte Kommunisten und Angehörige einer Widerstandsgruppe 1935 vor den Nationalsozialisten nach Argentinien geflüchtet. Die Eltern traten 1936 der argentinischen Kommunistischen Partei bei und wurden die Mitbegründer der Gruppe „Das andre Deutschland“. 1937 wurde der Vater Vorstandsmitglied der sozialdemokratischen Gruppierung Vorwärts. Der noch in Deutschland geborene Mathematiker Olaf Bunke war Tamaras Bruder. Die Familie Bunke kehrte 1952 in die DDR zurück und lebte in Stalinstadt, wo Erich Bunke wieder als Lehrer arbeitete. Tamara Bunke beteiligte sich als Jugendliche am regelmäßigen Schießtraining in der Gesellschaft für Sport und Technik. Sie stellte zu ihrem 18. Geburtstag einen Antrag auf Mitgliedschaft in der SED und gleichzeitig einen Antrag auf Entlassung aus der deutschen Staatsbürgerschaft und Ausreise nach Argentinien mit der Begründung, dort den Kampf für die Arbeiterklasse führen zu wollen. 1956 legte sie ihr Abitur an der Erweiterten Oberschule ab. Darauf arbeitete Tamara Bunke hauptamtlich in der Freien Deutschen Jugend als Pionierleiterin an einer Berliner Schule, bevor sie 1958 am Romanistischen Institut der Humboldt-Universität zu Berlin immatrikuliert wurde.
An der Universität gründete sie gemeinsam mit lateinamerikanischen Kommilitonen eine nach Ernst Thälmann benannte Studentengruppe zum gegenseitigen politischen und kulturellen Austausch über die DDR und Lateinamerika. Sie wurde Mitglied der SED, die Ausreise wurde ihr jedoch zunächst verweigert. Ihr Studium unterbrach Bunke häufig, wenn ihre Sprachkenntnisse ihr zu Dolmetsch-Einsätzen verhalfen, zudem schloss sie ein Studium an der FDJ-Jugendhochschule „Wilhelm Pieck“ ab. Seit 1960 wurde Bunke unter der Nummer 430/60 als Perspektivagentin der Hauptverwaltung Aufklärung (HV A) des Ministeriums für Staatssicherheit geführt, des Auslandsgeheimdienstes der DDR. Der Oberleutnant der HV A Günter Männel sprach mit ihr darüber, dass sie nach der von ihr beantragten Ausreise nach Argentinien für das MfS berichten sollte. Laut einem MfS-Bericht von 1962 war sie für einen Einsatz zunächst in Argentinien und später in den USA vorgesehen.
Laut späterer Aussagen Männels hatte er Bunke explizit auf Ernesto „Che“ Guevara angesetzt. Die internationalen Ambitionen des Revolutionärs, die er unabhängig von außenpolitischen Prioritäten anderer sozialistischer Staaten verfolgte, machten genaue Informationen über ihn besonders interessant – insbesondere auch für den KGB, mit dem die DDR-Geheimdienste eng zusammenarbeiteten. Allerdings gibt es in den heute bekannten Akten keine Hinweise auf eine tatsächliche Arbeit Bunkes für die HV A oder den KGB. Im Dezember 1960 kam Guevara an der Spitze einer Wirtschaftsdelegation zu einem Besuch in die DDR. Tamara Bunke wurde in Leipzig als seine Dolmetscherin eingesetzt. Sie war fasziniert von ihrem international als Held verehrten Landsmann und der knapp zwei Jahre zuvor erfolgreichen Kubanischen Revolution, was ihre Sehnsucht nach Lateinamerika verstärkte.
Bunkes Ausreise wurde am 12. Dezember 1960 vom Zentralkomitee der SED genehmigt. Noch im selben Monat dolmetschte sie erneut für offizielle Gäste aus Kuba: Fernando und Alicia Alonso, die Direktoren des Kubanischen Nationalballetts, das sich auf Europatournee befand. Bunke berichtete den Kubanern von ihrer Begeisterung für ihr Land und von ihrem großen Wunsch, es zu besuchen. Laut einem Bericht des MfS hatte Bunke zudem ein Verhältnis zu einem Sekretär der kubanischen Botschaft in Prag. In der Folge erlangte sie eine offizielle Einladung des staatlichen kubanischen Instituts für Völkerfreundschaft (ICAP) und im Mai 1961 kurzfristig einen Platz im Flugzeug, mit dem die Delegation des Nationalballetts von Prag aus zurück nach Kuba reiste. Der Platz war freigeworden, nachdem eine Tänzerin die Europareise zur Flucht genutzt hatte. Bis zum Tag ihres Abflugs von Berlin-Schönefeld nach Prag zur Weiterreise nach Havanna hatte Bunke ihre Familie nicht darüber informiert, dass ihr bereits mehrere Wochen zuvor die beantragte Entlassung aus der deutschen Staatsangehörigkeit gewährt worden war und sie die Einladung nach Kuba besaß. MfS-Oberleutnant Männel lief wenige Wochen vor Bunkes Verlassen der DDR in den Westen über und enttarnte zahlreiche im Westen tätige Agenten. Damit endete offenbar Tamara Bunkes Kontakt zum MfS.

## Zeit in Kuba

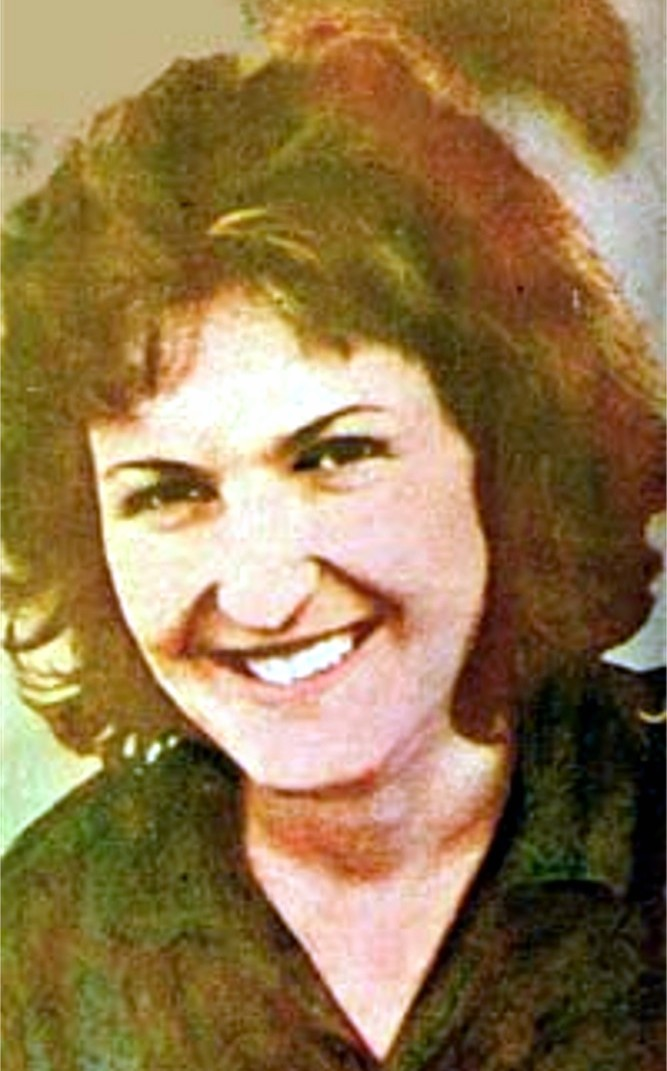
Tamara Bunke (1961)

In Kuba studierte Tamara Bunke zunächst Journalismus und arbeitete als Übersetzerin und Dolmetscherin für verschiedene Behörden, darunter das Erziehungsministerium, den Frauenverband FMC und das ICAP. Sie schloss sich 1962 der von der Regierung aufgebauten revolutionären Volksmiliz an und trug seitdem bevorzugt Uniform. Später wurde sie von Ernesto Guevara als geeignete Unterstützerin seines geplanten Exports der sozialistischen Revolution auf dem südamerikanischen Kontinent ausgewählt und erhielt ab Mai 1963 vom kubanischen Geheimdienst DGI eine militärische und geheimdienstliche Ausbildung. Sie wählte sich den Kampfnamen „Tania“ im Andenken an eine sowjetische Partisanin. Mit einem ihrer kubanischen Ausbilder, Ulises Estrada, der später das Buch Tania. Mit Che Guevara im bolivianischen Untergrund über sie verfasste, verband sie von 1963 bis 1964 ein Liebesverhältnis. Ein weiterer Ausbilder war der unter seinem Kampfnamen „Benigno“ bekannte Dariel Alarcón Ramírez, der an der Seite Guevaras bereits im kubanischen Revolutionskrieg sowie im Kongo gekämpft hatte und einer von nur fünf Überlebenden der Bolivien-Guerilla war. Nach Abschluss ihrer Ausbildung reiste Tamara Bunke zum Aufbau ihrer für die Agententätigkeit benötigten Legenden unter verschiedenen falschen Identitäten durch Europa, unter anderem nach West-Berlin.

## Agentin in Bolivien
Nach ihrer Europareise, die ein mehrmonatiges geheimdienstliches Training in der Tschechoslowakei im Frühjahr 1964 einschloss, wurde Bunke unter dem Namen „Laura Gutiérrez Bauer“ im Oktober 1964 vom kubanischen Geheimdienst als Agentin nach Bolivien geschickt. In La Paz sollte sie Kontakte zur dortigen Oberschicht suchen, was zunächst recht erfolgreich verlief. Sie gab sich als an der Volkskultur der Anden interessierte Musikethnologin aus und gab unter anderem Privatunterricht in Deutsch. So verschaffte sie sich Zugang zum Umfeld des Präsidenten René Barrientos Ortuño, den sie bald persönlich kennenlernte. Sie heiratete einen Bolivianer, um so die bolivianische Staatsangehörigkeit zu erwerben, trennte sich jedoch bald wieder von ihm. Schließlich arbeitete sie als persönliche Sekretärin des Pressesprechers des Präsidentenpalastes und hatte in dieser Position beste Möglichkeiten zur verdeckten Unterstützung der Revolutionskämpfer. Ab November 1966 war dann auch Guevara zur Vorbereitung des Guerillakampfs in Bolivien. Getarnt als Moderatorin einer Hörfunksendung für Frauen schickte Bunke den Kämpfern in den Bergen über das Radio verschlüsselte Botschaften. Für die schlecht versorgte Truppe, die unter der lokalen Bevölkerung kaum Unterstützung fand, war sie der zentrale Kontakt zur Außenwelt. Zum Jahreswechsel begab sich Bunke erstmals zu den Guerillakämpfern um Guevara am Río Ñancahuazú und erhielt dort neben weiteren Instruktionen den Befehl, nach Argentinien zu reisen, um die dortige revolutionäre Stadtguerilla zu organisieren. Sie reiste somit erstmals wieder in ihre alte Heimat, ihre Bemühungen um wirksame Unterstützung erzielten aber nicht den erhofften Erfolg. Unter Missachtung des ausdrücklichen Befehls, sich selbst von der Guerilla fernzuhalten, wartete sie im März 1967 zwei Wochen lang an Guevaras Stützpunkt in den Bergen auf den Comandante, nachdem sie die aus dem Ausland angereisten Unterstützer Régis Debray und Ciro Bustos dorthin gebracht hatte. Das bolivianische Militär fand in der Zwischenzeit ihren geparkten Geländewagen mit ihrem viele geheime Informationen enthaltenden Notizbuch, sodass ihre Tarnung aufflog. Guevara kommentierte am 27. März in seinem Kriegstagebuch, dass mit ihrer Enttarnung „zwei Jahre guter und geduldiger Arbeit verloren“ gegangen seien und die geplante Abreise seiner Besucher aus der Kampfzone nun sehr schwierig geworden sei.
Daraufhin schloss Bunke sich der kämpfenden Truppe an – gegen den Willen Guevaras. Sie war die einzige Frau unter insgesamt rund 60 Guerillakämpfern, von denen etwa die Hälfte Bolivianer und 18 Kubaner waren. Im April 1967 blieb sie aufgrund einer Erkrankung mit einer Nachhut zurück, die von Juan Vitalio Acuña angeführt wurde. Im gleichen Monat riss wegen eines Ausfalls der Funkgeräte der Kontakt zur Hauptgruppe um Guevara ab. Auf der Suche nach der abgetrennten Hauptgruppe irrte die Nachhut in den östlichen Anden-Abhängen umher, ohne einen Kontakt herstellen zu können. Am 31. August 1967 starb Bunke in einem feindlichen Hinterhalt bei der Durchquerung des Río Grande nahe Vado del Yeso (deutsch: „Kreidefurt“) und Puerto Mauricio im Gebiet des Río Ñancahuazú. Gemeinsam mit ihr fielen der Gruppenführer Acuña und sechs weitere Mitkämpfer. Bunkes Leiche wurde sieben Tage später flussabwärts am Ufer gefunden und erhielt anschließend im Provinzhauptort Vallegrande in Anwesenheit des Staatspräsidenten René Barrientos Ortuño ein ehrenvolles Begräbnis.
In ihrem Rucksack fand sich ein angefangener Brief: „Ich weiß nicht, was aus mir werden soll. Wahrscheinlich nichts. Ich versuche mich daran zu erinnern, wie es ist, wenn man Courage hat. Ich bin ein Nichts. Ich bin nicht einmal mehr eine Frau, kein Mädchen, nur noch ein Kind.“

## Nachwirkungen

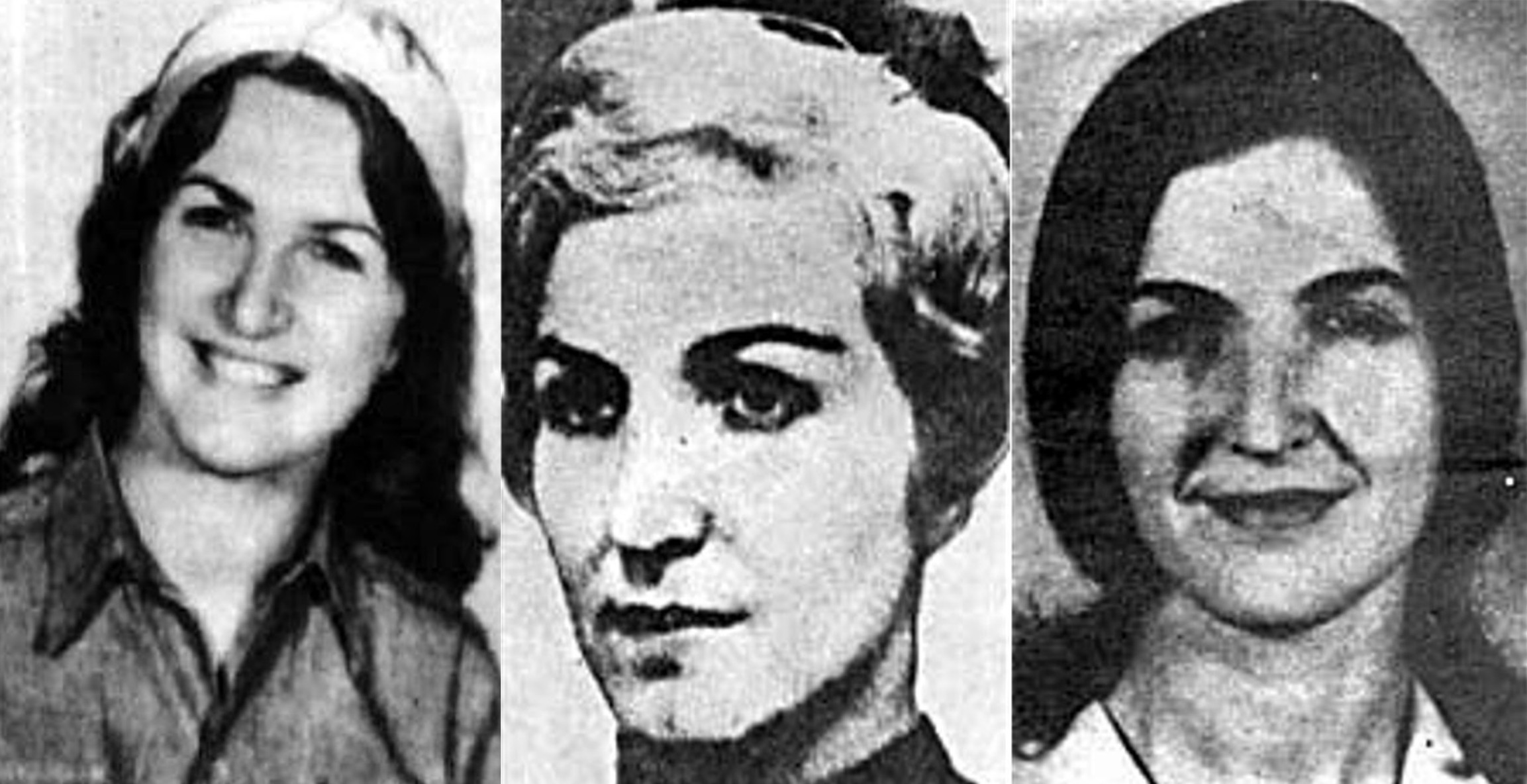
Tamara Bunke, 1961–1967. Drei verschiedene Identitäten, die sie für den kubanischen Geheimdienst annahm

Im September 1998 identifizierte ein zur Suche nach Spuren von Guevaras Guerillatruppe nach Bolivien entsandtes Expertenteam kubanischer Rechtsmediziner in Vallegrande die sterblichen Überreste von Tamara Bunke, gemeinsam mit denen weiterer Mitkämpfer. Mit dem Einverständnis ihrer Familie wurden diese anschließend nach Kuba überführt und im Dezember 1998 in der Gedenkstätte für Guevara und seine Guerilla in Santa Clara feierlich beigesetzt. Ihr heute leeres Grab in Vallegrande ist ein zentraler Anziehungspunkt für politisch motivierte Touristen auf den Spuren der Revolutionskämpfer um Guevara.
Tamara Bunke wurde nach ihrem Tod als sozialistische Heldin verehrt: In der DDR trugen über 200 Schulen, Jugendbrigaden, Kindergärten und ein Jugendclub in Berlin ihren Namen, den sie jedoch nach der Wende änderten. Auf Kuba sind weiterhin zahlreiche öffentliche Einrichtungen nach ihr benannt. In der mecklenburgischen Ortschaft Dabel befindet sich seit 1984 ein Gedenkstein. Hier trug seit 1977 die DFD-Gruppe ihren Namen. Die öffentliche Darstellung ihrer Biographie und die politische Bewertung ihrer Beteiligung am bewaffneten revolutionären Kampf, die der außenpolitischen Linie der DDR widersprach, unterlag jedoch staatlicher Kontrolle. So unternahm der Dokumentarfilmer Konrad Wolf zwei Anläufe, das Leben Bunkes zu verfilmen, scheiterte aber jedes Mal am Widerstand der SED-Führung.
Nadja Bunke, die Mutter, lebte bis zu ihrem Tod 2003 in Berlin-Friedrichshain. Sie hatte nach Tamaras Tod ihre Arbeitsstelle gekündigt, um sich ganz der Wahrung des Andenkens an ihre Tochter zu widmen, und versuchte, sämtliche aus ihrer Sicht unliebsamen und ehrverletzenden Behauptungen über ihre Tochter zu bekämpfen, insbesondere auf dem Rechtsweg. 1973 hatte Nadja Bunke bereits erfolglos versucht, die Veröffentlichung der Biographie Der Weg zum Rio Grande des DDR-Autors Eberhard Panitz zu verhindern. 1997 erwirkte sie, dass der Aufbau-Verlag die von dem Uruguayer José A. Friedl Zapata verfasste Biographie Tania. Die Frau, die Che Guevara liebte vom Markt nahm, dem sie zahlreiche Fehler und unbelegte Behauptungen nachgewiesen hatte. Den Fidel-Castro-Biographen Volker Skierka brachte sie 2001 per Unterlassungserklärung zum Verzicht auf seine kurz vor der Veröffentlichung stehende Behauptung, Tamara Bunke und Ernesto Guevara hätten ein Liebesverhältnis gehabt.
Der Nachlass von Tamara Bunke wird im Fachbereich Museumskunde an der Hochschule für Technik und Wirtschaft Berlin (HTW) unter Leitung von Oliver Rump gesichtet und dokumentiert. Ein Teil des Nachlasses wurde von Cuba Sí 2014 an das Kubanische Institut für Völkerfreundschaft übergeben.
Inspiriert von Tamara Bunke verwendete die US-Amerikanerin Patty Hearst während ihrer aktiven Zeit in der linksradikalen terroristischen Gruppierung Symbionese Liberation Army Mitte der 1970er Jahre ebenfalls den Kampfnamen Tania.
Der am 26. September 1974 entdeckte Asteroid des inneren Hauptgürtels (2283) Bunke wurde nach ihr benannt.

## Ausstellungen
- Interbrigadas e. V. und Tintenwolf (Hrsg.): Tamara Bunke – Eine Biographie zwischen Mythos und Wirklichkeit. Kiezhaus Wedding, 31. Mai bis 14. Juni 2024.

## Filme
- Die drei Gesichter der Tamara Bunke. Fernsehfilm, Regie: Helmuth Ashley, Drehbuch: Hellmut Andics, Produktion: ZDF, mit Tamara Bunke: Andrea Jonasson, Deutschland, 1971, Erstausstrahlung: ZDF, 8. Oktober 1971, 90 Min.
- Tania La Guerrillera. Dokumentarfilm, Regie: Heidi Specogna, 1991, 90 Min.
- Zeit der roten Nelken. Dokumentarfilm über Tamaras Mutter Nadja Bunke, Regie: Heidi Specogna, Deutschland, 2004, 98 Min.
- Tanja La G. Experimental- und Dokumentarvideo, Regie: Tania Lescano, Kuba, Deutschland, 2008, 65 Min.,
- Che – Guerrilla. Spielfilm von Steven Soderbergh, Spanien, Frankreich, USA, 2008. Filmische Umsetzung von Che Guevaras Guerillakampf in Bolivien. Franka Potente spielt die Rolle von Tamara Bunke alias „Tania“
- Mission Che Guevara – Die Deutsche, die sein Schicksal wurde. Dokumentarfilm, Regie: Dietrich Duppel, Deutschland, 2017, 45 Min.[31]